# Ayodhya
Ayodhya o Ajodhya (en hindi: अयोध्य, Ayodhyā) és una ciutat de l'Índia, a la vora del riu Gogra (Ghagra), al districte de Faizabad, estat d'Uttar Pradesh. És la ciutat considerada lloc de naixement del deu Shri Ram (Rama) i ocasionalment considerada una de les sis ciutats santes de l'Índia. Sota els britànics fou capital de l'Oudh. La seva població el 2001 era de 49.593 habitants.
Al principi de l'era cristiana fou anomenada Śāketa, o en xinès 沙奇 (Shāqí). Fou possessió de l'emperador Kanishka I (vers 127) que la va convertir en capital dels seus territoris orientals. El monjo budista xinès Faxian al segle V l'anomena 沙祗 Shāzhī. Quan fou visitada pel monjo xinès Xuanzang el 636 ja portava el nom d'Ayodhya, en pali Ayojjhā.

## Història
Fou capital del regne de Kosala, seu de la cort del 36è rei de la línia solar, Dasaratha. Fou el lloc de naixement de Shri Rishabh Dev considerat el pare del jainisme. El budisme s'hi va introduir sota l'imperi Maurya i la dinastia Gupta, quan va arribar al seu cim. Bhagwan Swaminarayan, fundador de la secta hindú de Swaminarayan, hi va viure quan era infant. Fou el lloc de naixement de diversos reis mitològics de l'hinduisme. Va perdre la seva importància religiosa després de les destruccions patides pels gaznèvides i gúrides. Modernament és una ciutat de segon orde. El regne tailandès d'Ayodhya va rebre el seu nom d'aquesta ciutat.
Després de la dinastia solar mitològica, i del domini budista, va seguir un renaixement del brahmanisme i el rei Vikramaditya (vers 57) hauria construït la ciutat i construït diverses capelles relacionades amb la vida de Rama i altres construccions entre les quals Ramkot amb el fort i el palau reial, la capella Nageswar Nath, el monticle sagrat de Maniparbat i altres temples. El rei Kosala la va fer la seva capital; després fou regida per les dinasties Samudra Pal, Sribastam, i Kanauj fins a la conquesta musulmana al segle xi. També s'hi van construir temples budistes i jainistes. El monjo viatger xinès Xuanzang (Hwen Tsang) el 636 hi va trobar 20 temples budistes amb 3.000 monjos en mig d'una gran població hindú. Cinc temples jainistes de la segona meitat del segle xviii marquen el lloc de naixement de cinc dels principals líders d'aquesta religió; hi ha altres temples més antics però restaurats. Els musulmans hi van construir tres mesquites sota Baber i Aurangzeb amb els materials de tres temples hindús: el Ram Janmabhoomi que marcaria el lloc de naixement de Rama, el Swarga-dwara que marcaria el lloc de la seva cremació, i el Taretaka-Thakur, on va fer un dels seus majors sacrificis. La principal d'aquestes mesquites fou la de Babri (Baber). Al final del segle xix tenia 96 temples hindús i 36 mesquites, destacant el temple de Darshan Singh o de Man Singh de la meitat del segle xix i el Hanuman Garhi. Els nacionalistes hindús, oposats a l'existència de mesquites als llocs considerats sagrats per la seva religió, van destruir la mesquita de Babri el 1992.
El 5 de juliol de 2005 cinc suposats terroristes van atacar el lloc on els nacionalistes hindús volien construir el nou temple de Rama que havia estat una mesquita; els cinc van morir en el tiroteig i hi va morir també un civil.